# Shield (wrestling)

## Idea e formazione

### Idea
Partì tutto da un'idea di CM Punk, in cui i tre sarebbero dovuti essere il suo gruppo. La sua scelta cadde su Dean Ambrose, Seth Rollins e Kassius Ohno, lottatori di NXT. Tuttavia su consiglio di Triple H il posto di Ohno venne dato a Roman Reigns, ai tempi Leakee. Sin dalla sua creazione, lo Shield ha dichiarato l'intenzione di combattere tutto ciò che percepiva come un'ingiustizia nella WWE. I suoi membri erano soliti vestirsi di nero, indossando giubbotti antiproiettile. Il gruppo possiede un eccellente gioco di squadra e una grande volontà di sacrificio in favore dei compagni. I tre avrebbero dovuto inizialmente indossare dei maglioni a collo alto e portare degli scudi antisommossa, ma il loro abbigliamento venne cambiato poco prima del debutto.

### Formazione
Leader:
Dean Ambrose: il leader dello Shield, fece anche da portavoce e dopo il tradimento di Rollins e lo scioglimento della stable iniziò una faida con quest'ultimo. Durante le reunion effettuate dal 2017 al 2019, non ricoprì più il ruolo da leader e fu sostituito da Reigns e fece da tag team partner a Rollins. Dopo lo scioglimento finale dello Shield, Ambrose andò a lavorare per AEW, NJPW e varie federazioni indipendenti con il vecchio ring name Jon Moxley.
Tag Team Partner:
Roman Reigns: il tag team partner di Rollins. Dopo il primo scioglimento della stable fu l'unico ad avere uno stile e musica d'ingresso simile a quelli della stable e mise gli occhi sul WWE World Heavyweight Championship. Durante le reunion effettuate dal 2017 al 2019, sostituì Ambrose come leader dello Shield. Dopo lo scioglimento finale Reigns ebbe varie faide a SmackDown.
Seth Rollins: il tag team partner di Reigns. Nel 2014 Rollins tradì i suoi due compagni dello Shield (causando il primo scioglimento) e andò nell'Authority di Triple H e in questo modo ebbe una faida con Ambrose. Durante le reunion effettuate dal 2017 al 2019, ebbe come nuovo tag team partner Ambrose. A WrestleMania 35 vinse il WWE Universal Championship contro Brock Lesnar e dopo lo scioglimento finale proseguì la sua faida con Lesnar fino a SummerSlam 2019 (che fu vinta dallo stesso Rollins).

## Storia

### Debutto e aiutanti di CM Punk (2012-2013)

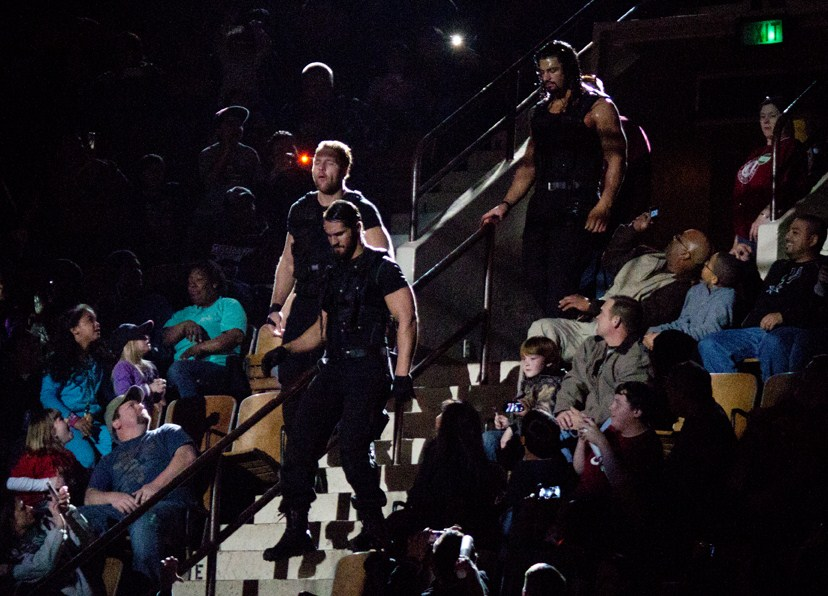
Lo Shield fa la sua classica entrata dalle scale dell'arena

La stable ha debuttato il 18 novembre 2012, alle Survivor Series, interferendo nel main event, un Triple Threat match tra CM Punk, John Cena e Ryback valido per il WWE Championship; i tre hanno eseguito su Ryback una powerbomb combinata sul tavolo dei commentatori. La notte seguente, a Raw, il gruppo si è identificato con il nome di Shield e ha promesso di mobilitarsi contro le ingiustizie presenti all'interno della federazione. Nonostante avessero sostenuto di non lavorare né per John Cena né per CM Punk, nel corso delle settimane successive sono regolarmente emersi dalla folla per attaccare gli avversari di Punk (Ryback, The Miz e il Team Hell No). Hanno anche attaccato Randy Orton dopo che The Viper aveva sconfitto Brad Maddox, il quale era stato l'arbitro che aveva aiutato CM Punk a sconfiggere Ryback nell'Hell in a Cell match del 28 ottobre 2012. Ciò ha portato al loro match di debutto al pay-per-view TLC: Tables, Ladders & Chairs, dove hanno affrontato Ryback ed il Team Hell No (Daniel Bryan e Kane) in un TLC match che li ha visti emergere vincitori. Dopo il pay-per-view, pur continuando ad attaccare gli avversari di Punk e Brad Maddox, lo Shield ha ampliato i suoi agguati ad altri wrestler, tra cui Tommy Dreamer, Mick Foley e Ricardo Rodriguez.
Durante la puntata di NXT del 2 gennaio 2013, lo Shield ha fatto la sua prima apparizione nello show giallo. Seth Rollins, che in quel momento era l'NXT Champion, ha mantenuto il suo titolo contro Corey Graves perdendo per squalifica; il gruppo ha poi sconfitto l'intero spogliatoio di NXT, ma si è ritirato al momento dell'arrivo di Big E Langston. Nella puntata di NXT del 9 gennaio Rollins è stato sconfitto da Langston in un No-Disqualification match titolato.
Nella puntata di Raw del 7 gennaio lo Shield ha ancora una volta aiutato CM Punk attaccando Ryback durante un TLC match per il WWE Championship. Il 21 gennaio, durante l'ultimo Raw prima della Royal Rumble 2013, lo Shield ha eseguito una Triple Powerbomb su The Rock, lo sfidante al WWE Championship di CM Punk, con il risultato che Vince McMahon ha dichiarato che la loro interferenza nel match per il titolo comporterebbe la perdita del titolo. Quattro giorni più tardi a SmackDown, Punk ha negato un'alleanza con lo Shield prima di chiamarli fuori e informarli che non voleva la loro interferenza nel suo prossimo match per il titolo; tuttavia, durante il match della Royal Rumble, si è verificato un black-out e The Rock è stato attaccato dallo Shield nel buio, che ha portato Punk a schienare The Rock: il match è stato poi riavviato da McMahon e vide la vittoria di The Rock. Il 28 gennaio, in seguito alla sconfitta di CM Punk, viene rivelato da Vince McMahon che lo Shield e Brad Maddox erano sempre stati d'accordo con Paul Heyman, dal quale erano stati pagati per i loro favoritismi a Punk. Dopo la diffusione di questa notizia, lo Shield decide di attaccare Maddox, che però viene salvato da John Cena, Ryback e Sheamus.

### Regni titolati e l'Authority (2013-2014)

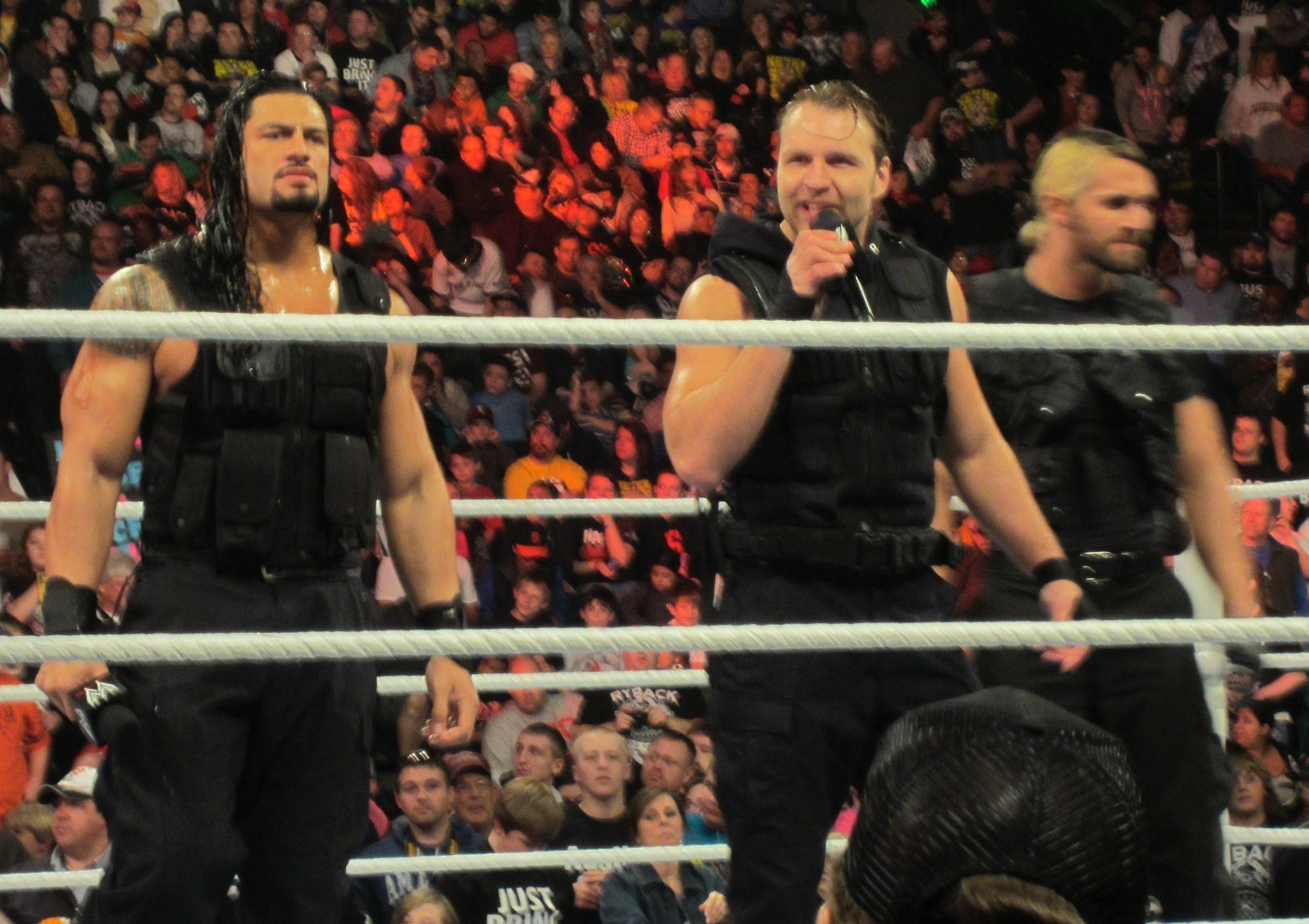
Lo Shield si confronta con il pubblico durante la puntata di Raw dell'11 febbraio 2013

La settimana successiva, Raw, i tre attaccano Brad Maddox, venendo poi messi in fuga dall'arrivo di John Cena, Ryback e Sheamus. Viene così ufficializzato il match ad Elimination Chamber in cui lo Shield affronta i tre. Al pay-per-view, lo Shield vinse il match, schienando Ryback. Il 18 febbraio, a Raw, i tre trionfano ancora sconfiggendo Ryback, Sheamus e Chris Jericho. Nella puntata di Raw del 25 febbraio, lo Shield lancia una sfida a qualsiasi wrestler della federazione; Sheamus ha risposto alla sfida, distraendo Ambrose e Reigns (che si dirigono verso la rampa), e dando l'opportunità a Randy Orton di entrare sul ring dal pubblico ed eseguire una RKO su Rollins.
Il 1º marzo, a SmackDown, lo Shield è intervenuto per attaccare Orton e Sheamus in un match che vedeva coinvolto anche Big Show. In questo confronto, Reigns colpisce inavvertitamente Big Show, che a sua volta lo stende con il K.O. Punch, costringendo lo Shield a battere in ritirata. Nella puntata di SmackDown dell'8 marzo, lo Shield ha attaccato Sheamus durante un match contro Big Show. Orton è intervenuto in aiuto di Sheamus e Big Show e si è unito a loro, costringendo lo Shield a ritirarsi. Tuttavia, in seguito, Big Show ha colpito Sheamus con il K.O. Punch, salvo poi subire l'RKO da Orton. L'11 marzo, a Raw, lo Shield ha avuto il loro primo match uno contro uno, quando Rollins ha sfidato Big Show. Il match terminò presto con la squalifica a favore del gigante, dopo che Reigns e Ambrose hanno interferito e schiantato Big Show con la Triple Powerbomb. Il 15 marzo, a SmackDown, hanno sfidato Sheamus e Orton a trovare un partner per avere un match con loro a WrestleMania 29. I due scelsero Ryback. Più tardi nella stessa serata, durante il suo match contro Mark Henry, lo Shield è interferito eseguendo una Triple Powerbomb su Ryback dopo aver attaccato Sheamus e Orton nel backstage. La Triple Powerbomb è stata seguita da tre World Strongest's Slam di Henry su Ryback. Ciò ha rimosso quest'ultimo dal Tag Team match per affrontare Henry in un Single match a WrestleMania, costringendo Sheamus e Orton a cercare un nuovo partner.
Il 7 aprile, a WrestleMania 29, lo Shield è uscito vittorioso dal loro match a causa della mancanza di lavoro di squadra degli avversari. Nella puntata di Raw dell'8 aprile, il gruppo hanno interrotto The Undertaker mentre stava dedicando la sua vittoria a WrestleMania 29 contro CM Punk a Paul Bearer, ma alla fine il Team Hell No sarebbe intervenuto in soccorso di Taker, costringendo il gruppo a ritirarsi. Nella puntata di SmackDown del 12 aprile, lo Shield avrebbe attaccato un altro trio heel, la 3MB, ed era pronto per attaccare Triple H, prima di ritirarsi dopo che il Team Hell No è venuto in suo aiuto. Il 15 aprile, a Raw, hanno anche attaccato John Cena dopo un confronto con Ryback. Lo Shield affronterà Kane, Bryan e Undertaker per la puntata di Raw del 22 aprile. Nella puntata di Raw del 22 aprile, lo Shield affronta e sconfigge la combinazione dei Kane, Daniel Bryan e The Undertaker.
Il 26 aprile, a SmackDown, Ambrose ha affrontato Undertaker in un single match, ma ha perso per sottomissione, cedendo alla Hell's Gate. Tuttavia, subito dopo, il gruppo ha attaccato Undertaker. Nella puntata di Raw del 29 aprile, hanno sconfitto il Team Hell No e John Cena in six-man tag team match. Il 3 maggio, a SmackDown, dopo aver assalito Daniel Bryan nel backstage, grazie anche ad alcune interferenze di Reigns e Rollins, Ambrose sconfigge Kane. Successivamente, lo Shield esegue una Triple Powerbomb sul Big Red Monster, per poi posare con le cinture e facendo intendere un possibile match titolato contro il Team Hell No ad Extreme Rules. Nella puntata di Raw del 6 maggio, lo Shield sconfigge anche gli Usos e Kofi Kingston. Inoltre i tre intervengono al termine del main event per attaccare Kane, ma Bryan e Cena li allontanano. Il 10 maggio, aSmackDown, Ambrose ha un match contro Bryan; tuttavia, l'ottimo match termina per squalifica, a favore di Ambrose, quando Rollins tenta di interferire, ma Kane glielo impedisce. Quindi Reigns attacca Bryan, ma interviene Kofi Kingston, facendo scattare la squalifica in favore dello Shield. Nella puntata di Raw del 13 maggio, lo Shield ha subito la sua prima sconfitta per squalifica in un Six-Man Tag Team Elimination match contro John Cena e il Team Hell No. A Extreme Rules, Ambrose affronterà Kingston per il WWE United States Championship, mentre Rollins e Reigns sfideranno il Team Hell No per i WWE Tag Team Championship in un Tornado Tag Team match. Il 15 maggio, a Main Event, Rollins ha perso per squalifica un match contro Kane. Lo Shield ha quindi cominciato ad attaccare Kane, salvo ritirarsi quando gli Usos sono intervenuti. Nella puntata di SmackDown del 17 maggio, Rollins e Reigns sconfiggono gli Usos in un Tag Team match annunciato a Main Event. Al termine del match, Rollins e Reigns hanno attaccato i due samoani, ma Kingston è intervenuto a salvarli.
Ad Extreme Rules Ambrose ha sconfitto Kofi Kingston, diventando il nuovo United States Champion e più tardi quella notte Rollins e Reigns hanno sconfitto il Team Hell No per diventare i WWE Tag Team Champion. Il 21 maggio, a Raw, lo Shield celebra le proprie vittorie sconfiggendo il Team Hell No e Kingston in un Six-Man tag Team match. Nella puntata di SmackDown del 24 maggio, Ambrose difende lo United States Championship contro Kingston; tuttavia il match termina in squalifica a favore di quest'ultimo quando Rollins e Reigns intervengono. Il trio comincia ad attaccare Kingston, ma arrivano Randy Orton e Sheamus a salvarlo, con Theodore Long che sancisce un Six-Man Tag Team match tra i sei, vinto dallo Shield. Nella puntata di Raw del 27 maggio, lo Shield difende con successo sia lo United States Championship che i Tag Team Championship, contro gli ex campioni. Nella puntata di SmackDown del 31 maggio, mentre Rollins viene sconfitto da Kane, Reigns riesce a battere per squalifica Daniel Bryan proprio in seguito all'intervento di Kane. Nella stessa serata, il WWE United States Champion Ambrose viene sconfitto per squalifica da Randy Orton quando Rollins e Reigns interferiscono nel match. Tuttavia, Bryan e Kane sono intervenuti in soccorso di Orton chiudendo lo show con Bryan che per dimostrare di non essere l'anello debole del Team Hell No riesce a liberare il ring dallo Shield da solo. Il 3 giugno, a Raw, lo Shield sconfigge nuovamente il Team Hell No e Randy Orton quando quest'ultimo colpisce accidentalmente Bryan, il quale viene schienato da Ambrose. Nella puntata di SmackDown del 7 giugno, i WWE Tag Team Champions Rollins e Reigns vengono sconfitti per squalifica da Bryan e Orton quando Ambrose è intervenuto nel match. Il 10 giugno, a Raw, in seguito a questa sconfitta viene annunciato Daniel Bryan e Randy Orton affronteranno in un match titolato Rollins e Reigns a Payback. Nella stessa serata, dopo che Ambrose ha perso per squalifica contro Kane, viene annunciato che Ambrose dovrà difendere il titolo proprio contro Kane a Payback. Nella puntata di SmackDown del 14 giugno, la striscia di imbattibilità dello Shield nei televisivi six-man tag team matches termina per mano del Team Hell No e di Orton, quando Bryan sottomette Seth Rollins. Il 16 giugno, a Payback, Ambrose ha sconfitto Kane per countout, mentre Rollins e Reigns hanno sconfitto Orton e Bryan. Nella puntata di Raw del 17 giugno, Ambrose difende nuovamente con successo lo US title contro Kane quando Rollins e Reigns interferiscono nel match, terminato in squalifica. Il 19 giugno, a Main Event, lo Shield sconfigge il team composto dagli Usos e da Justin Gabriel. Nella puntata di SmackDown del 21 giugno interrompono un promo del rientrante Christian, il quale subisce la Triple Powerbomb.
Nella puntata del 26 giugno di Main Event, Christian vince contro Ambrose per squalifica dopo essere stato attaccato da Rollins e Reigns. Gli Usos, che hanno vinto un triple threat tag team match che determinava i primi sfidanti ai Tag Team championship nella puntata di Raw del 24 giugno, salvano Christian e viene annunciato che nella puntata di SmackDown del 28 giugno, Christian e gli Usos affronteranno lo Shield. Nella puntata del 28 giugno di SmackDown, Christian e The Usos hanno inflitto allo Shield la loro seconda sconfitta in un six man tag team match quando Christian ha eseguito una Spear su Dean Ambrose e lo ha schienato. Il 1º luglio a Raw, lo Shield ottiene la sua rivincita su Christian e gli Usos in un six-man tag team match quando Ambrose schiena Christian. Nella puntata di Raw dell'8 luglio, Rollins e Reigns sconfiggono i Tons of Funk, Brodus Clay e Tensai. Il 12 luglio a SmackwDown Rollins sconfigge Jey Uso. A Money in the Bank, dopo che Rollins e Reigns hanno sconfitti gli Usos in un match titolato, hanno interferito nel WWE World Heavyweight Championship Money in the Bank Ladder match di Ambrose, ma gli Usos hanno attaccato lo Shield e Ambrose non è riuscito a vincere il match.
Hanno poi iniziato una faida con Mark Henry, sconfiggendo Henry e The Usos in due six-man tag team match, ma perdendo contro la squadra di Henry, Big Show e Rob Van Dam. Ambrose ha conservato il suo titolo per squalifica contro RVD a SummerSlam.
La notte seguente a Raw, lo Shield ha iniziato a lavorare per il COO Triple H. Avrebbero aiutato il WWE Champion e "il volto della WWE" Randy Orton contro lo sfidante Daniel Bryan, mentre hanno anche attaccato wrestler come Big Show e Dolph Ziggler per aver parlato contro il regime di Triple H. A Night of Champions, lo Shield ha difeso i titoli con successo quando Ambrose ha sconfitto Ziggler mentre Reigns e Rollins hanno sconfitto i Prime Time Players. A Battleground, Cody Rhodes e Goldust hanno battuto Rollins e Reigns in un match non titolato. Il 14 ottobre a Raw, Rollins e Reigns hanno perso i titoli contro i fratelli Rhodes in un No Disqualification match, grazie anche all'intervento di Big Show. Due giorni dopo a Main Event, Ambrose ha mantenuto con successo il suo titolo contro Ziggler.

### Incomprensioni interne (2013-2014)

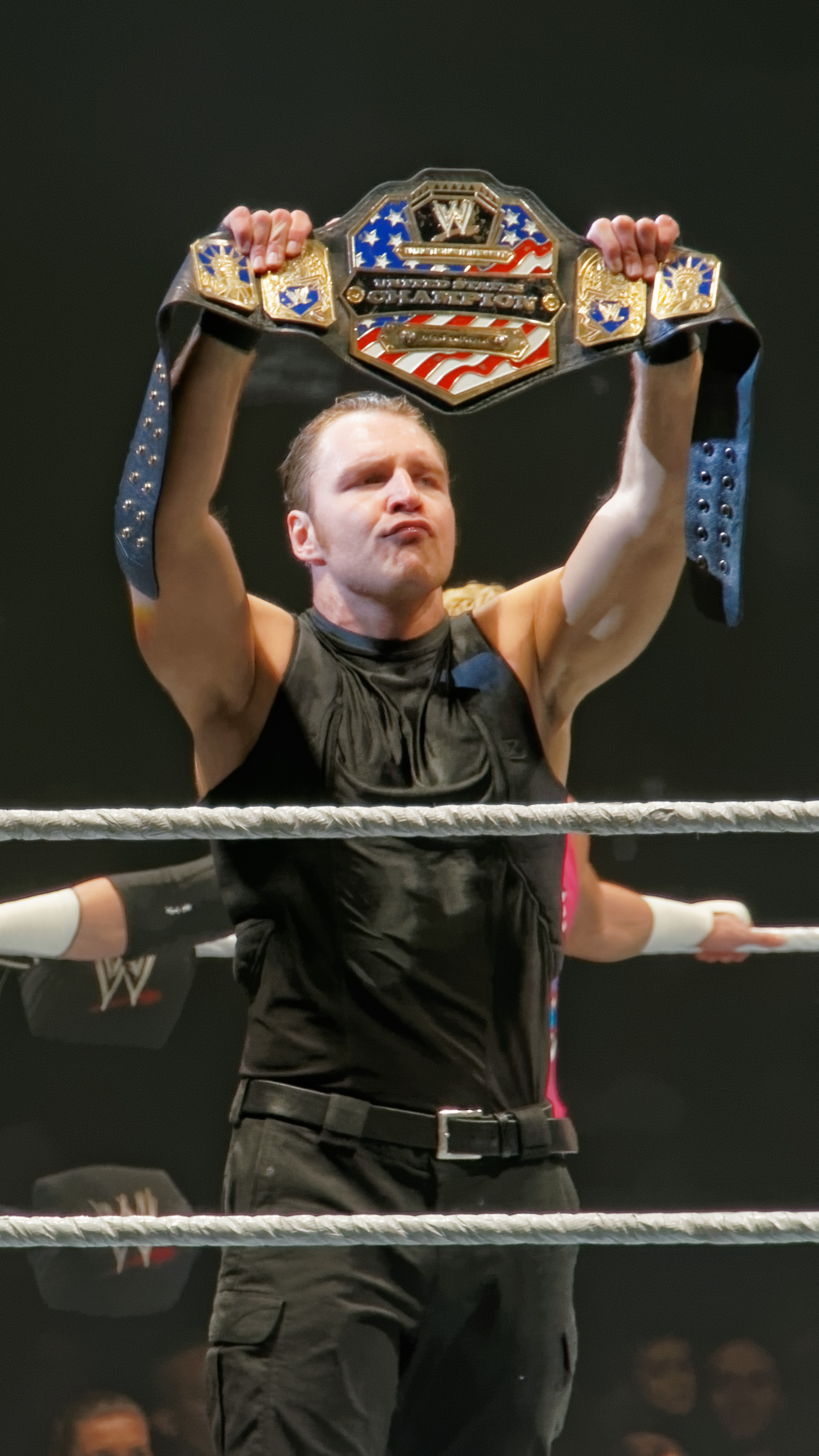
Ambrose, United States Champion

I primi semi della discordia sono stati seminati nello Shield con il vanto di Ambrose di essere l'unico membro rimasto con un titolo, ma da allora in poi Ambrose è stato spesso schienato durante i match tre vs. tre. Alle Survivor Series, lo Shield ha collaborato con i Real Americans (Jack Swagger e Antonio Cesaro) per battere il team di Rey Mysterio, i fratelli Rhodes e gli Usos; Ambrose è stato il primo uomo eliminato, Rollins è stato il quarto uomo eliminato per il suo team e Reigns è stato il solo sopravvissuto dopo aver eliminato quattro avversari. Successivamente, le critiche di CM Punk a Triple H gli hanno valso un attacco da parte dello Shield, ma Punk ha avuto la sua vendetta a TLC: Tables, Ladders & Chairs, quando ha sconfitto lo Shield in un handicap match dopo che Ambrose ha subito per errore una spear da Reigns. Nel Royal Rumble match dell'omonimo pay-per-view, Reigns elimina Ambrose e Rollins; inoltre, il samoano è autore di 12 eliminazioni, oltre ad essere l'ultimo eliminato, da Batista.
Nella puntata di Raw del 27 gennaio lo Shield non ottiene l'accesso a Elimination Chamber, venendo sconfitto per squalifica da Daniel Bryan, Sheamus e John Cena a causa dell'intervento della Wyatt Family. Nella successiva puntata di Smackdown, il gruppo chiede e ottiene da Triple H la partecipazione al pay-per-wiew, per poi sconfiggere nel Main Event della serata Sheamus, Daniel Bryan e Rey Mysterio. Nelle puntate a seguire di Raw e Smackdown, lo Shield continua a vincere sul ring, ma sorgono litigi tra Roman Reigns e Dean Ambrose, il quale cercava continuamente di prendersi il tag impedendo così al compagno di svolgere la sua finisher. A Elimination Chamber il trio viene sconfitto dalla Wyatt Family: dopo che Ambrose è sparito tra il pubblico mentre stava lottando con Bray Wyatt e Rollins è stato messo fuori gioco dopo aver subito una doppia chokeslam sul tavolo dei commentatori, Reigns da solo non riesce a sconfiggere gli avversari. A Raw, Roman Reigns perde per squalifica un match contro Bray Wyatt, il quale è stato però allontanato dal ring grazie all'intervento di Rollins e Ambrose. Nella puntata di Raw del 3 marzo le due fazioni si scontrano nuovamente, ma Seth Rollins, dopo che in un momento di difficoltà non è riuscito a dare il tag ai compagni in quanto questi erano impegnati a gestire uno scontro verbale con gli Wyatts fuori dal ring, abbandona Dean Ambrose e Roman Reigns, che da soli non riescono a sopraffare la Wyatt Family.

### Ribellione all'Authority e scioglimento (2014)

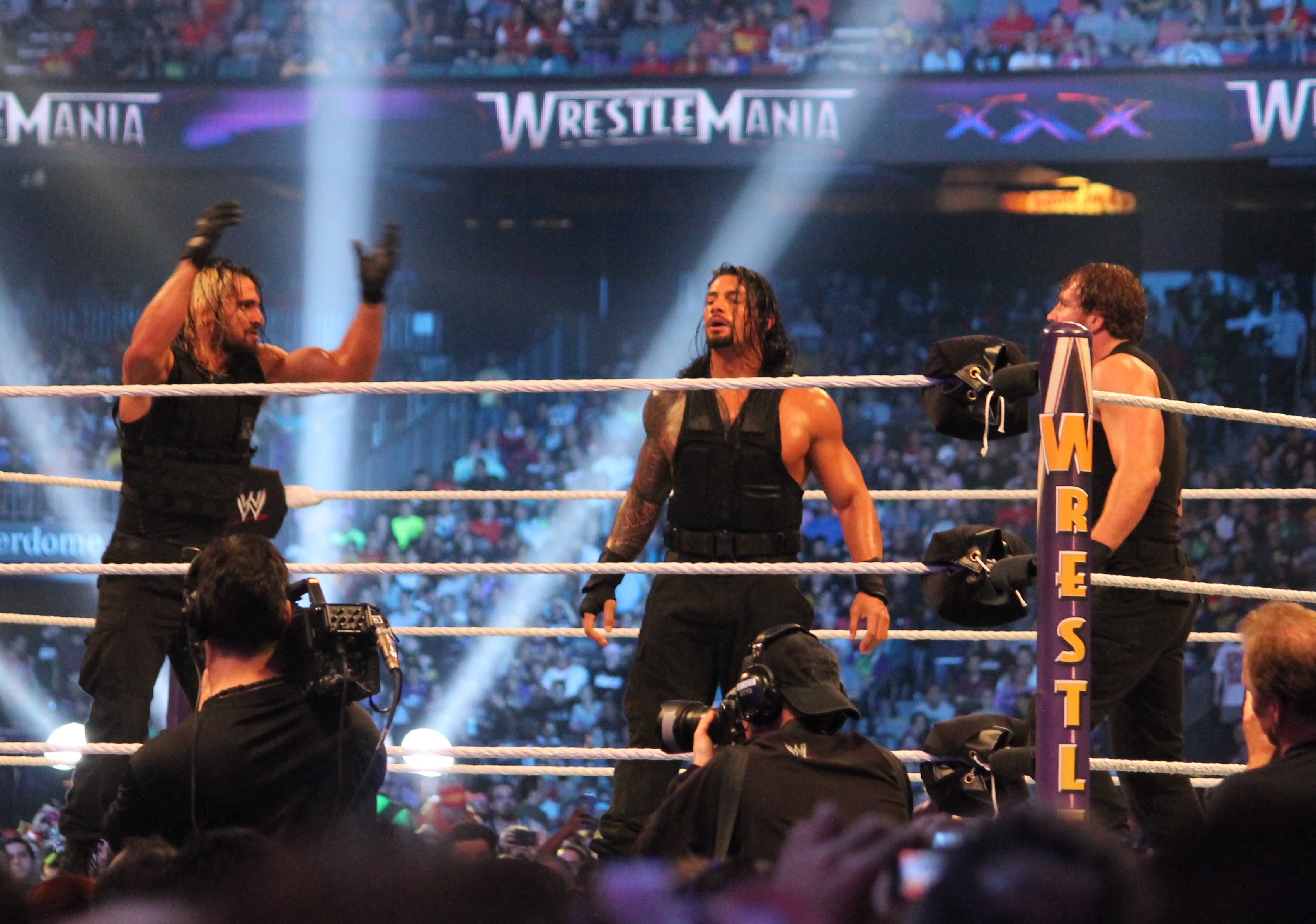
Lo Shield celebra la sua vittoria a WrestleMania XXX

Il 7 marzo a SmackDown i membri dello Shield si incontrano sul ring per chiarire la situazione, ma poco dopo Rollins e Ambrose si sono colpiti l'un l'altro, ma grazie all'intervento di Reigns, il trio si è riconciliato.
Il 17 marzo Kane, "Direttore delle Operazioni" per conto dell'Authority, ordina allo Shield di attaccare il commentatore Jerry Lawler, colpevole di aver permesso a numerosi fan di Daniel Bryan di salire sul ring e invadere Raw nella puntata del 10 marzo. Tuttavia, lo Shield attacca Kane, eseguendo su di lui una Triple Powerbomb e compiendo turn face. Nella puntata di SmackDown del 21 marzo, dopo un inconcludente fatal-four-way match destinato a decidere i contendenti per il WWE Tag Team Championship tra lo Shield, i RybAxel e i Real Americans, Roman Reigns, Dean Ambrose e Seth Rollins vengono attaccati da Kane e i New Age Outlaws. Nella puntata di Raw del 24 marzo lo Shield sconfigge i Real Americans; al termine del match, Kane rivela che il trio affronterà i New Age Outlaws e lo stesso Kane a WrestleMania XXX, match vinto dallo Shield. La notte successiva a Raw, Triple H sfida Daniel Bryan per il WWE World Heavyweight Championship, vinto la sera precedente. Prima del match, Randy Orton, Batista e Kane attaccano il campione, rendendolo incapace di sostenere l'incontro. Tuttavia, prima dell'inizio del match, lo Shield si è presentato sul ring, iniziando una rissa con l'Authority e scatenando così una faida. Nella puntata di Main Event dell'8 aprile lo Shield sconfigge finalmente la Wyatt Family. Nella puntata di Raw del 14 aprile, dopo aver teso un'imboscata a Triple H, Batista e Randy Orton, lo Shield viene inserito in un 11-on-3 handicap match, che si conclude con un no contest dopo che gli 11 atleti iniziano una rissa con gli avversari. Lo Shield ne esce malconcio e non riesce a contrastare il successivo attacco da parte di Triple H, Orton e Batista, che tornano a formare l'Evolution.
Lo Shield e l'Evolution si affrontano in un six man tag team match a Extreme Rules: dall'incontro escono vincitori Dean Ambrose, Roman Reigns e Seth Rollins. La notte successiva a Raw, Ambrose deve difendere lo United States Championship in una 20-man battle royal, con Rollins e Reigns esclusi dal match. Ambrose è sopravvissuto fino alla fine, ma è stato eliminato per ultimo da Sheamus, che ha concluso il suo regno a 351 giorni. Evolution e Shield si sono affrontati nuovamente a Payback, in un no holds barred elimination match: lo Shield ha prevalso nuovamente e nessuno dei suoi membri è stato eliminato.
Nella puntata di Raw del 2 giugno, Triple H si dichiara deciso a continuare la faida contro lo Shield, ma Batista abbandona la WWE. Più tardi quella sera, con lo Shield sul ring, Triple H dà il via a un "piano b" per sconfiggere la fazione nemica: in quel momento Seth Rollins attacca con una sedia Roman Reigns e Dean Ambrose e passa dalla parte dell'Authority. Nella successiva puntata di Raw, Rollins descrive il suo turn heel come la fine di un semplice rapporto di affari e afferma di aver distrutto una cosa da lui stesso creata per favorire i suoi interessi. La stessa sera Ambrose e Reigns, ancora etichettati come "The Shield", fanno squadra con John Cena per sconfiggere la Wyatt Family, riuscendovi.
Nella stessa puntata, Dean Ambrose e Roman Reigns decidono di prendere strade separate: Ambrose dichiara di voler vendicare il tradimento di Rollins, mentre Reigns mette gli occhi su Randy Orton e Triple H. Nella puntata di SmackDown del 20 giugno, Dean Ambrose debutta con una nuova musica d'entrata e senza più indossare l'attire dello Shield. Altrettanto fa Seth Rollins, che si presenta con una nuova musica d'ingresso e un nuovo attire. Invece Roman Reigns mantiene il ring attire dello Shield e eredita una musica d'ingresso simile alla precedente.

### Reunion (2017-2018)
Dopo varie settimane di discussioni sul passato dei due, nella puntata di Raw del 24 luglio Ambrose e Rollins hanno sconfitto il Miztourage in un 3-on-2 Handicap match. Dopo che i due si sono riappacificati, riescono a sconfiggere Cesaro e Sheamus a SummerSlam il 20 agosto conquistando così il WWE Raw Tag Team Championship per la prima volta; con questa vittoria inoltre, Ambrose diventa anche Triple Crown Champion e Grand Slam Champion. Nella puntata di Raw del 21 agosto Ambrose e Rollins hanno sconfitto gli Hardy Boyz. Nella puntata di Raw del 9 ottobre lo Shield si è ufficialmente riunito quando Ambrose e Rollins hanno aiutato Roman Reigns a contrastare The Miz, Cesaro, Sheamus e Curtis Axel. Anche Braun Strowman è stato attaccato dai tre, che erano giunti in difesa di Matt Hardy; Strowman è stato colpito con una Triple powerbomb sul tavolo dei commentatori di Raw. Nella puntata di Raw del 16 ottobre Ambrose e Rollins hanno difeso con successo il WWE Raw Tag Team Championship contro Cesaro e Sheamus mentre Reigns è stato sconfitto da Braun Strowman in uno Steel Cage match a causa dell'intervento del rientrante Kane. Il 22 ottobre, a TLC: Tables, Ladders & Chairs, Ambrose, Rollins e Kurt Angle (il quale ha sostituito Roman Reigns poiché affetto da meningite e dunque impossibilitato a partecipare all'incontro) hanno sconfitto The Miz, Braun Strowman, Kane, Cesaro e Sheamus in un 5-on-3 Handicap Tables, Ladders and Chairs match. Nella puntata di Raw del 6 novembre Ambrose e Rollins hanno perso il WWE Raw Tag Team Championship contro Cesaro e Sheamus dopo 78 giorni di regno. Nella puntata di Raw del 13 novembre Reigns è tornato in azione e, quella stessa sera, hanno sconfitto The Miz, Cesaro e Sheamus. Il 19 novembre, a Survivor Series, lo Shield ha sconfitto il New Day. Nella puntata di Raw del 20 novembre Reigns ha sconfitto The Miz conquistando così l'Intercontinental Championship per la prima volta e nella puntata di Raw del 4 dicembre ha difeso con successo il titolo contro Jason Jordan, mentre Ambrose e Rollins hanno affrontato Cesaro e Sheamus in un no disqualification match per il WWE Raw Tag Team Championship ma sono stati sconfitti a causa dell'intervento di Samoa Joe. Tuttavia, nella puntata di Raw del 18 dicembre Ambrose ha riportato un infortunio al braccio che lo costringerà a rimanere fuori dalle scene per un periodo di almeno sei mesi.
Il 13 agosto 2018 Ambrose ritorna nella puntata di Raw, aiutando Rollins conto Dolph Ziggler e Drew McIntyre Il 19 agosto, a SummerSlam, Ambrose è all'angolo di Rollins nel corso del suo match valevole per l'Intercontinental Championship contro Ziggler; Rollins si è aggiudicato il match conquistando così L'Intercontinental Championship anche grazie all'aiuto di Ambrose. Nella stessa sera Reigns ha sconfitto Brock Lesnar conquistando così il WWE Universal Championship. Nella puntata di Raw del 20 agosto, Ambrose ha combattuto il suo primo match dopo essere tornato dall'infortunio ed ha sconfitto Dolph Ziggler; Nella puntata di Raw del 20 agosto Reigns ha difeso con successo il titolo contro Finn Bálor. Quella stessa sera i tre colpirono Braun Strowman con una Triple powerbomb sul tavolo dei commentatori, impedendo così a quest'ultimo di incassare il Money in the Bank contract ai danni di Reigns.
Nella puntata di Raw del 22 ottobre Reigns annuncia il suo allontanamento dal ring a causa del ritorno della leucemia tornata dopo 11 anni. La stessa sera Rollins e Ambrose affrontano Drew McIntyre e Dolph Ziggler riuscendo a batterli e a vincere i titoli di coppia. Durante i festeggiamenti Ambrose attacca il suo compagno causando nuovamente lo scioglimento della stable.

### Seconda reunion (2019)
Nella puntata di Raw del 25 febbraio Reigns ha fatto il suo ritorno nello show rosso ed ha annunciato che la sua malattia è in remissione. Mentre lascia il ring viene accolto da Rollins, con il quale si saluta con un abbraccio.
Quella stessa sera Ambrose chiede e ottiene un no disqualification match contro McIntyre che però, a causa dell'intervento di Elias perde. A match concluso, arrivano Baron Corbin e Bobby Lashley e insieme allo scozzese ed Elias continuano ad infierire su Ambrose, ma poco dopo giungono Reigns e Rollins a dar man forte ad un Ambrose inerme. Dopo aver cacciato i quattro Reigns e Rollins lasciano il ring ma prima di rientrare nel backstage si soffermano ad osservare Ambrose in ginocchio nel ring, con un ghigno in volto.
La puntata del 4 marzo si apre con Reigns che chiama Rollins per parlare del match di quest'ultimo a WrestleMania 35, dato che Rollins affronterà Brock Lesnar per il titolo Universale, che Reigns lasciò vacante il 22 ottobre, quando fu costretto ad abbandonare temporaneamente il ring. Reigns in cambio chiede un piccolo favore a Rollins: riformare lo Shield un'ultima volta prima di Wrestlemania 35. Dopo un po' di indecisione, Rollins si dichiara favorevole al ritorno di Ambrose all'interno della stable. Arrivato sulla rampa, Ambrose, prima che possa iniziare a parlare, viene colpito alle spalle da Elias con una chitarra, mentre Rollins e Reigns non possono far altro che guardare. I due raggiungono il compagno che però, rimessosi in piedi, fa capire ai due di non avere nessuna intenzione di riunire lo Shield. Nel corso della stessa puntata Reigns prima e Rollins poi, cercano di convincerlo a fare squadra per un'ultima volta, ma quest'ultimo ringrazia per l'aiuto ma preferisce vedersela da solo. Più tardi, Ambrose affronta Elias, ma, anche a causa dei dolori alla schiena, causatigli dallo stesso Elias a inizio puntata, perde il match. Poco dopo arrivano Reigns e Rollins per provare a convincerlo ancora una volta a riunire la stable ma Ambrose non ne vuole sapere e lascia il ring andando via dalle gradinate nel pubblico. Ma prima che possa arrivare in cima sullo stage arriva il trio Corbin, Lashley, McIntyre a prendere in giro Reigns e Rollins dicendogli che avrebbero voluto un match tre contro tre a Fastlane 2019 ma che non se lo meritano e quindi preferiscono chiudere la faccenda subito. Rollins e Reigns in svantaggio numerico, subiscono l'offnsiva avversaria, ma poco dopo Ambrose ritorna sui suoi passi e torna a dar man forte ai due. I tre riescono ad allontanare gli avversari, e alla fine Roman Reigns stende per primo il pugno, seguito da Seth Rollins. E dopo qualche attimo di indecisione arriva anche il pugno di Dean Ambrose a completare la fratellanza. Immediatamente dopo la reunion viene annunciato il match per Fastlane 2019 fra Lo Shield e Corbin, Lashley e McIntyre.
Il 10 marzo a Fastlane 2019 Lo Shield riesce a vincere e la sera dopo a Raw, si sciolgono definitivamente in un promo dove Reigns e Ambrose lasciano il solo Rollins sul ring, il quale fa un promo contro il suo avversario di WrestleMania 35 Brock Lesnar.
A WrestleMania 35, Seth Rollins riuscì a sconfiggere Brock Lesnar conquistando il WWE Universal Championship ma nel frattempo il contratto di Dean Ambrose con la WWE era in scadenza e non avrebbe avuto rinnovo e perciò l'8 aprile 2019 a Raw, Seth Rollins, Roman Reigns e Dean Ambrose si riunirono nuovamente nello Shield dove i primi due fecero un saluto ad Ambrose.

### L'ultima reunion (2019)
Nonostante il match di Fastlane 2019, di cui venne ufficializzato come il loro ultimo match insieme, la WWE annuncia un pay-per-view speciale chiamato The Shield's Final Chapter. Nel ppv i tre fanno l'ultima reunion come Shield contro Baron Corbin, Bobby Lashley e Drew McIntyre dove ne usciranno vincitori. Subito dopo il match fanno un promo dove fanno l'ultimo saluto ufficiale ad Ambrose (dato la scadenza del contratto) e infine i tre si divisero.

## Nel wrestling

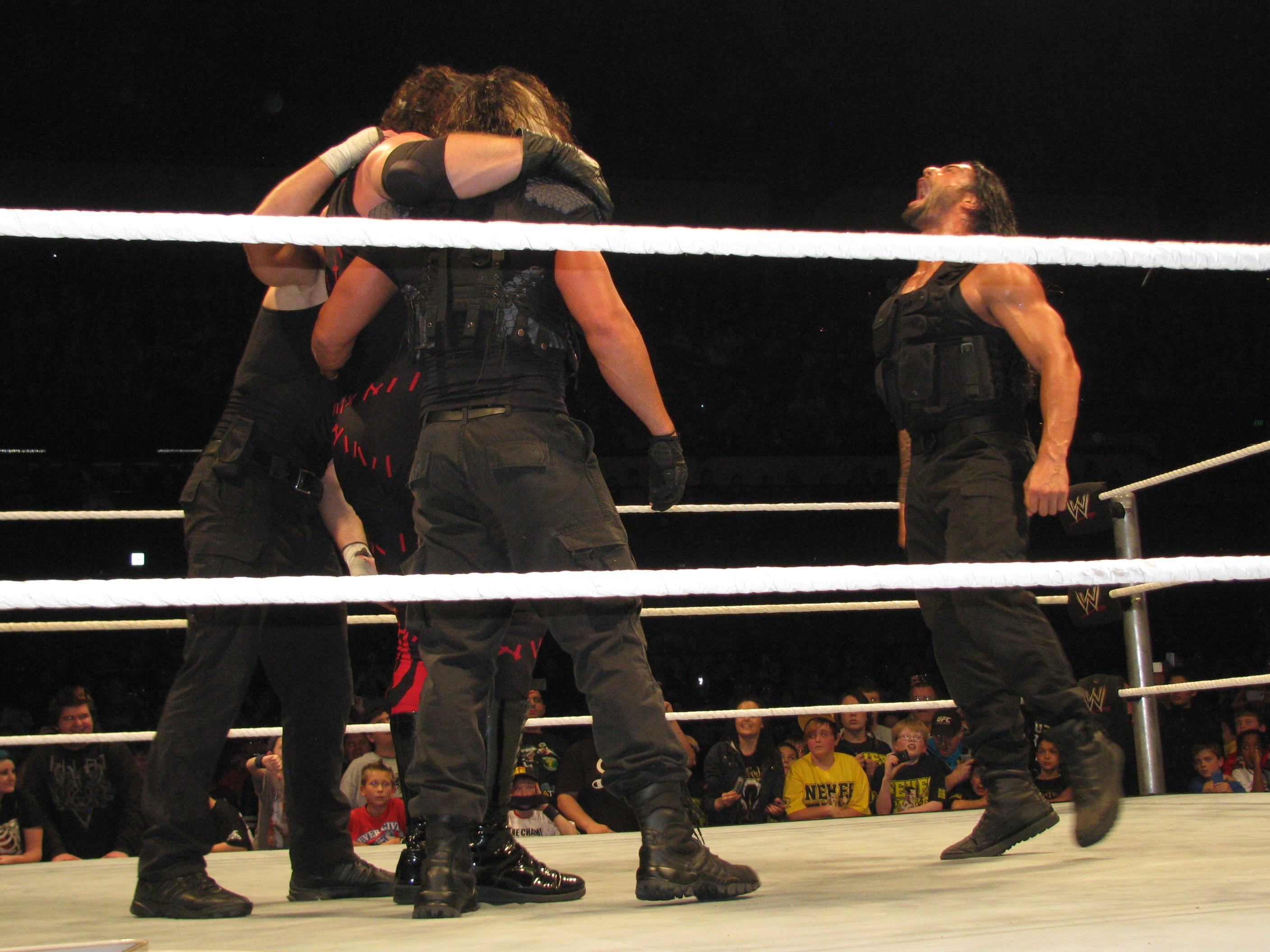
Lo Shield si prepara ad eseguire la sua caratteristica mossa combinata: una Triple powerbomb

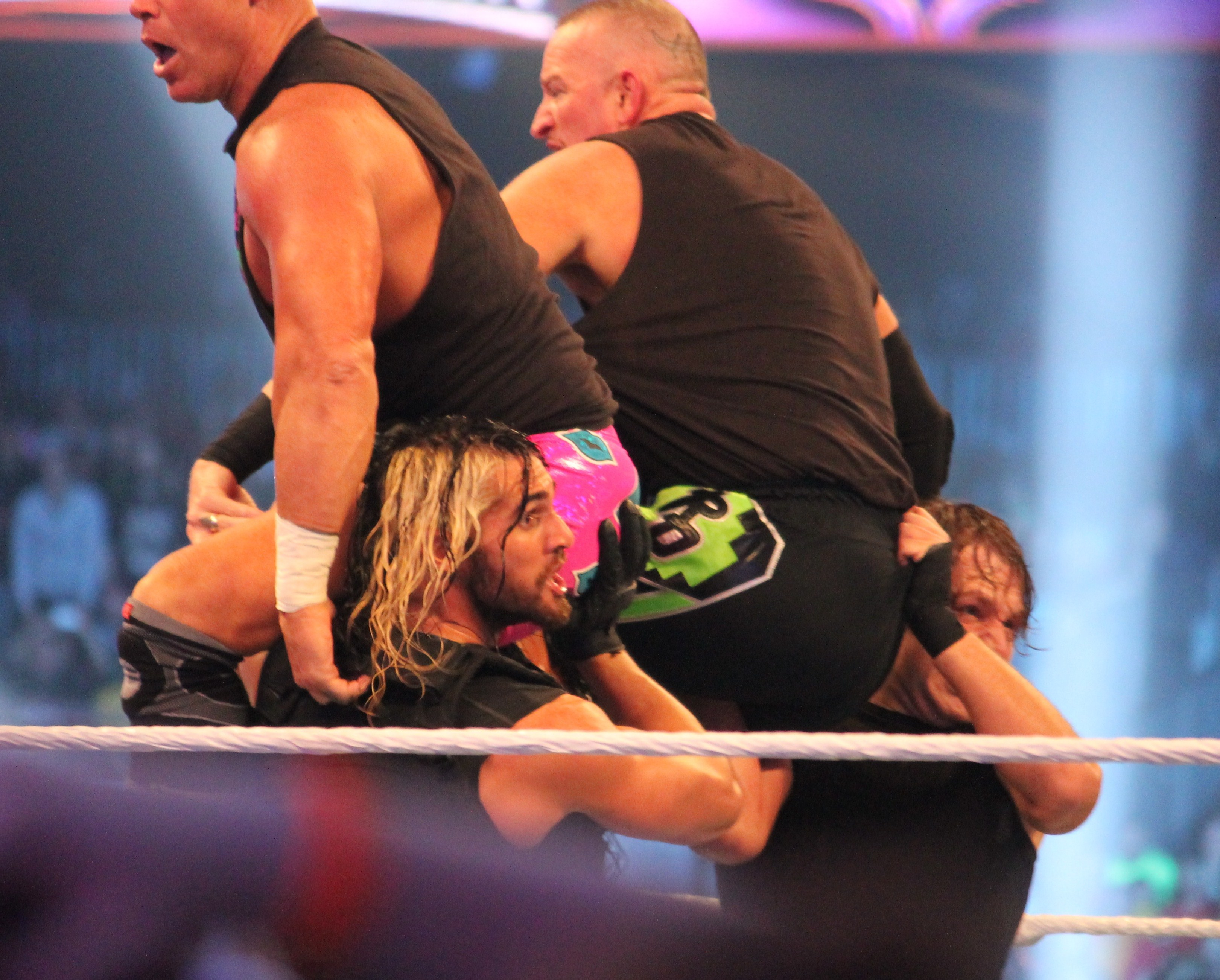
Lo Shield esegue una doppia Triple Powerbomb sui New Age Outlaws (Billy Gunn e Road Dogg) a WrestleMania XXX

### Mosse finali in tre
- Triple powerbomb

### Mosse finali in coppia
- Ripcord Knee (Wirst lock seguito da Jumping high knee) di Rollins seguito da una Dirty Deeds (Snap double arm DDT) di Ambrose – 2017
- Argentine backbreaker rack (Reigns) e diving knee drop (Rollins) in combinazione – 2013–2014
- Turnbuckle powerbomb (Rollins) seguito da una spear (Reigns) – 2012–2014
- Running front dropkick (Ambrose) con un avversario alle corde, seguito da una spear (Reigns) – 2012–2014

### Mosse finali di Ambrose
- Dirty Deeds (Headlock driver) – 2012–2014 o in versione Snap double arm DDT – 2014–2019

### Mosse finali di Rollins
- King's Landing (Wrist lock seguito da Jumping high knee) – 2017
- The Stomp - Presente

### Mosse finali di Reigns
- Spear

### Soprannomi
- "The Hounds of Justice"

### Musiche d'ingresso
- - Special Op di Jim Johnston

## Titoli e riconoscimenti
- Pro Wrestling Illustrated
  - Tag Team of the Year (2013) – Rollins e Reigns
  - 26° tra i 500 migliori wrestler singoli nella PWI 500 (2013) – Ambrose
  - 35° tra i 500 migliori wrestler singoli nella PWI 500 (2013) – Rollins
  - 39° tra i 500 migliori wrestler singoli nella PWI 500 (2013) – Reigns
- WWE
  - WWE Intercontinental Championship (1) – Reigns
  - WWE Raw Tag Team Championship[32] (3) – Ambrose e Rollins (2) e Reigns e Rollins (1)
  - WWE United States Championship (1) – Ambrose
  - WWE Universal Championship (2) – Reigns (1) e Rollins (1)
  - NXT Championship (1) - Rollins
  - Slammy Award (5)
    - Breakout Star of the Year (edizione 2013)
    - Faction of the Year (2013, edizione 2014)
    - Trending Now Hashtag of the Year (2013) - #BelieveInTheShield
    - "What a Manuver" of the Year (2013) - Reigns per la Spear
- Wrestling Observer Newsletter
  - Most Improved (2013) – Reigns
  - Tag Team of the Year (2013) – Reigns e Rollins